# Styracaster
Styracaster is een geslacht van kamsterren uit de familie Porcellanasteridae.

## Soorten
- Styracaster armatus Sladen, 1883
- Styracaster caroli Ludwig, 1907
- Styracaster chuni Ludwig, 1907
- Styracaster clavipes Wood-Mason & Alcock, 1891
- Styracaster elongatus Koehler, 1907
- Styracaster horridus Sladen, 1883
- Styracaster longispinus Belyaev & Moskalev, 1986
- Styracaster monacanthus Ludwig, 1907
- Styracaster paucispinus Ludwig, 1907
- Styracaster robustus Koehler, 1908
- Styracaster simplipaxillatus Belyaev & Moskalev, 1986
- Styracaster transitvus Belyaev & Moskalev, 1986